# Giuba (fiume)
Il Giuba (AFI: /ˈʤuba/), noto anche come Juba o Jubba, è un fiume dell'Africa Orientale che nasce nell'altopiano etiopico, dalla confluenza del Daua, del Ganale e dell'Uebi Gestro, e scorre in direzione sud in Somalia per sfociare dopo circa 875 km nell'Oceano indiano nei pressi del porto di Chisimaio.
Il bacino idrografico del fiume Giuba è ricoperto dalla vegetazione tipica della savana e rappresenta il suolo più fertile della Somalia.
Il regime del fiume dipende principalmente dalle precipitazioni dell'altopiano etiopico. 
Nelle annate con un precipitazioni medie il fiume è in magra dalla metà di dicembre alla metà di aprile. Con la prima piena di aprile il fiume si ingrossa all'improvviso fino a decrescere da luglio a ottobre. Il periodo da ottobre a metà dicembre rappresenta quello di portata massima.
Sul territorio somalo attraversato dal fiume nel corso degli anni si sono avvicendate varie alluvioni. Particolarmente grave fu quella del 1960 che causò la perdita di molte vite umane e successivamente quella del 1997 e del maggio 2005.
Il Giuba è stato sempre un'importante via di penetrazione verso l'Etiopia. Fu oggetto di numerose esplorazioni in particolare di Vittorio Bottego nel 1892. Bottego diede alle stampe il resoconto delle sue esplorazioni nella regione nel libro "Il Giuba esplorato".
Nel 1893 Ugo Ferrandi risalì il Giuba fino a Bardera.
Nel 1925 il territorio dell'Oltregiuba (Jubaland) fu ceduto dall'Impero Britannico al Regno d'Italia, che lo annesse alla colonia della Somalia italiana.

## Voci correlate

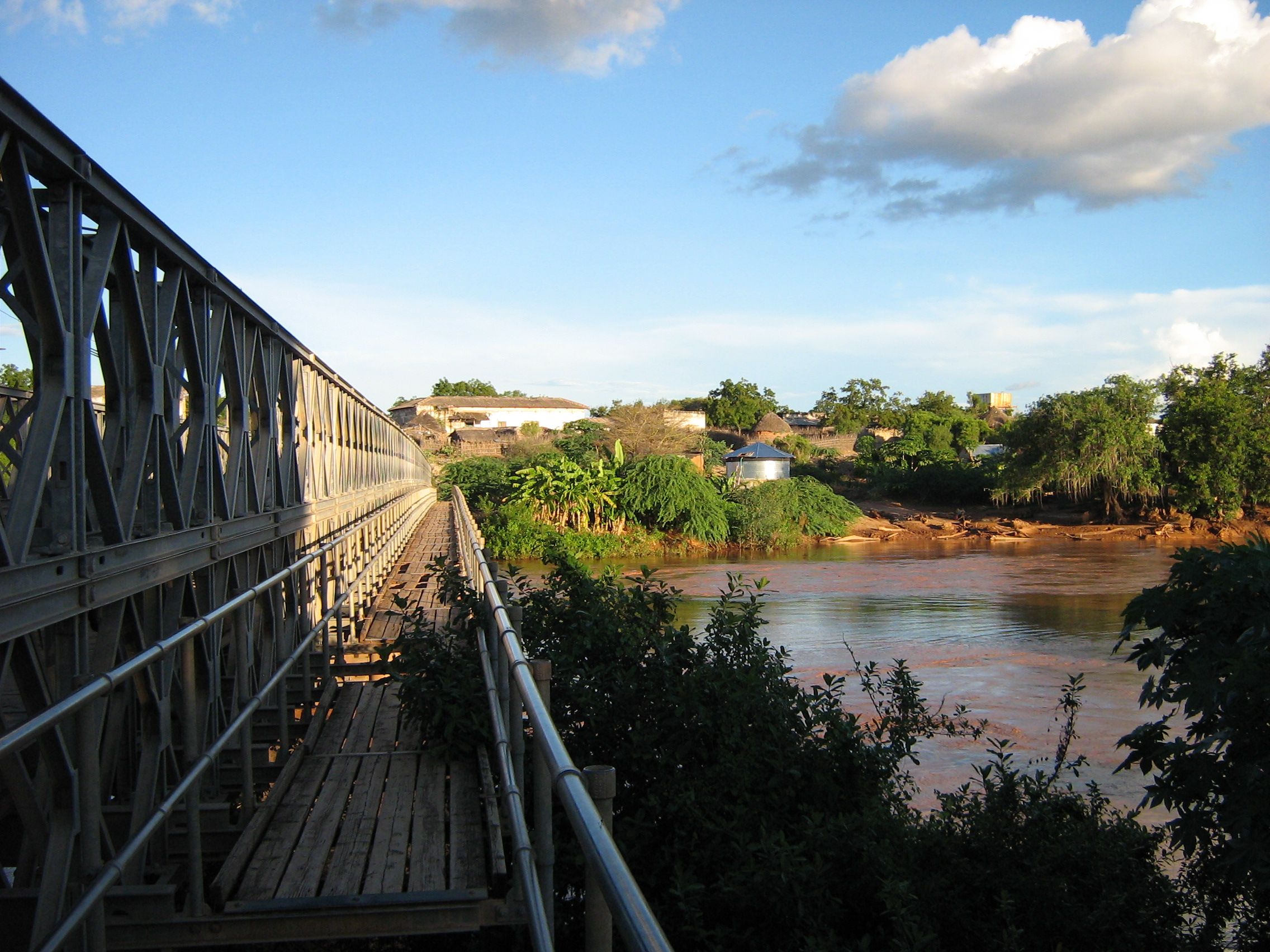
Ponte sul fiume Giuba a Bardera (Somalia).